# Jungdeutscher Orden

Jungdeutscher Orden använde sig av ett johannitkors som symbol.

Jungdeutscher Orden (Ungtyska Orden) var en nationalliberal organisation i Weimarrepublikens Tyskland. Den grundades i mars 1920 av den politiske aktivisten Artur Mahraun och betonade nationalism och elitism. Jungdeutscher Orden förbjöds av nazisterna år 1933.